# Лавотта, Янош
Янош Лавотта (венг. Lavotta János) — венгерский скрипач-виртуоз и композитор.

## Биография
Лавотта родился 5 мая 1764 года в селе Пустафёдемеш. Игре на скрипке учился в Вене, окончил обучение в 1786 году. В последующие годы его работа была связана с театром: 1792-1793 годах руководил театральным обществом в Пеште; в 1802-1804 годах был дирижёром оркестра венгерского драматического театра в Коложваре (ныне Клуж-Напока).
Впоследствии много концертировал; стал ведущим представителем венгерской музыкальной школы XVIII-XIX веков наряду с Яношом Бихари и Анталом Чермаком. Его программно-циклистические произведения (например, сборник фортепианных пьес «Nota insurrectionalis hungarica», 1797) стали первыми образцами венгерской музыки в жанре вербункош. Без его танцев в стиле вербункош не обходится ни один сборник венгерских танцев. Также написал «Magyar aquardo» для струнных инструментов и 2 валторн.
Скончался 11 августа 1820 года в городе Талья. Ему посвящена опера Енё Хубая «Любовь Лавотта» (Будапешт, 1906).